# Иловай
Илова́й (Иловой) — река в России, протекает по территории Тамбовской области и малой частью Рязанской области. Правый приток реки Воронеж, впадая в неё в 323 км от её устья. Длина реки составляет 77 км, площадь водосборного бассейна 771 км².
Течёт с севера на юг в меридиональном направлении по Первомайскому (сёла Никольское, Иловай-Дмитриевское и Иловай-Рождественское) и Мичуринскому районам (Иловайский лесной массив). Принимает 13 притоков, из которых 11 — длиной менее 10 км. Наиболее крупный приток — Сухой Иловай (правый).

## Данные водного реестра
По данным государственного водного реестра России относится к Донскому бассейновому округу. На реке не ведётся сколько-нибудь значимой хозяйственной деятельности. В её бассейне располагается Мичуринский боброво-выхухолевый заказник. Речной бассейн реки — Дон (российская часть бассейна).
Код объекта в государственном водном реестре — 05010100512107000002597.